# ولادیمیر آباجیان
ولادیمیر هامبارتسومی آباجیان (ارمنی: Վլադիմիր Համբարձումի Աբաջյան؛ زادهٔ ۲۷ نوامبر ۱۹۲۷ - ۱۵ ژانویهٔ ۲۰۱۳) بازیگر سینما و تئاتر اهل ارمنستان بود.

## زندگی‌نامه
وی در ۲۷ نوامبر ۱۹۲۷ در شیراک به دنیا آمد و از آکادمی دولتی هنرهای زیبای ارمنستان فارغ‌التحصیل گشت. وی در فرهنگستان دولتی تئاتر سوندوکیان فعالیت می‌کرد. گوورگ آباجیان برادر وی بود. وی برنده جوایزی همچون مدال موسس خورناتسی (۱۹۹۸)، هنرمند شایسته ارمنستان شوروی (۱۹۷۲)، هنرمند مردمی ارمنستان شوروی (۱۹۸۴) و مدال طلای وزارت فرهنگ جمهوری ارمنستان (۲۰۰۶) است. وی در ۱۵ ژانویه ۲۰۱۳ در سن ۸۵ سالگی در ایروان درگذشت و در آرامستان مرکزی ایروان (توخماخ) به خاک سپرده شد.

## گزیده فیلم‌شناسی
از فیلم‌ها یا برنامه‌های تلویزیونی که وی در آن نقش داشته‌است می‌توان به ستاره امید، سایات‌نووا اشاره کرد.

## یادداشت
1. ↑  سابقا Ղոնախղռան